# Plélan-le-Grand
 Plélan-le-Grand  es una población y comuna francesa, situada en la región de Bretaña, departamento de Ille y Vilaine, en el distrito de Rennes y cantón de Plélan-le-Grand.

## Demografía
| 2401 | 2336 | 2284 | 2349 | 2566 | 2940 |
| Para los censos de 1962 a 1999 la población legal corresponde a la población sin duplicidades (Fuente: INSEE [Consultar]) |      |      |      |      |      |